# کتابخانه‌های مجلس سنا
کتابخانه‌های مجلس سنا (اس اچ ال)، که قبلاً خدمات کتابخانه‌ای تحقیقاتی دانشگاه لندن بود، گروهی از کتابخانه‌ها مستقر در بلومزبری بودند که مجموعاً مجموعه‌ای از تحقیقات گسترده در سراسر علوم انسانی و اجتماعی را تشکیل می‌دادند. از سال ۲۰۱۱ تا ۲۰۱۳ با این نام وجود داشت.

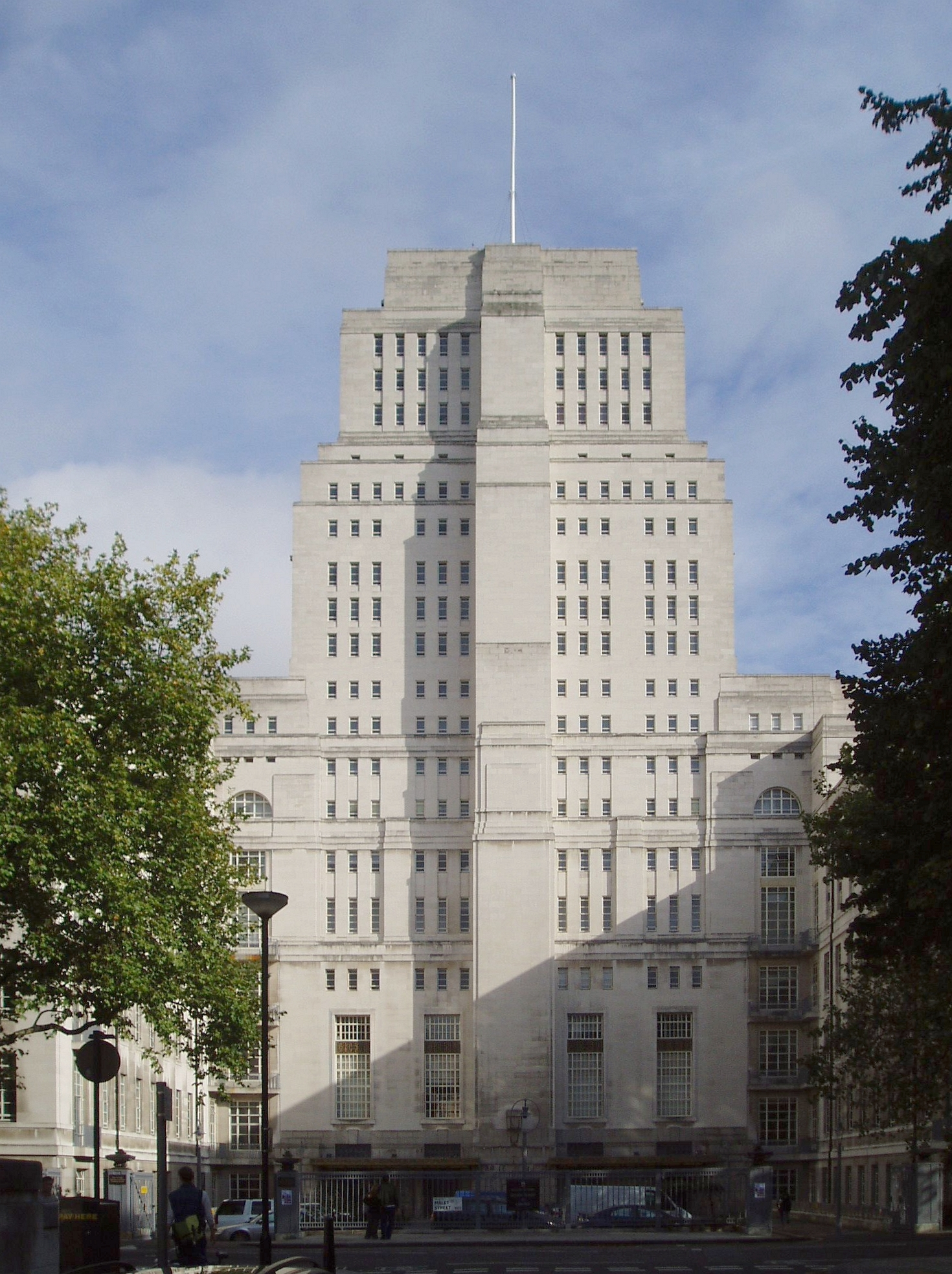
مجلس سنا، مقر کتابخانه‌های مجلس سنا

اس اچ ال یک بخش از دانشگاه لندن بود که مقر آن در مجلس سنا در میدان راسل قرار داشت و با گرد هم آوردن کتابخانه سابق دانشگاه لندن (کتابخانه مجلس سنا کنونی) و کتابخانه‌های موسسات مختلف شامل دانشکده مطالعات پیشرفته تشکیل شد. نام چتر قبلی، خدمات کتابخانه تحقیقاتی دانشگاه لندن توسط کتابخانه‌های مجلس سنا در ۱ آوریل ۲۰۱۱ در یک تمرین تغییر نام تجاری جایگزین شد.
هشت کتابخانه زیر بخشی از اس اچ ال بودند:
- کتابخانه مؤسسه مطالعات قاره آمریکا[۱]
- کتابخانه مؤسسه مطالعات حقوقی پیشرفته[۲]
- کتابخانه مؤسسه مطالعات کلاسیک[۳]
- کتابخانه مؤسسه مطالعات مشترک المنافع[۴]
- کتابخانه مؤسسه مطالعات ژرمنیک و عاشقانه[۵]

کتابخانه مؤسسه تحقیقات تاریخی
- کتابخانه مجلس سنا[۷]
- کتابخانه مؤسسه واربورگ[۸]

مجموع دارایی‌های کتابخانه‌ها تقریباً به ۳ میلیون جلد می‌رسد که شامل هزاران مجله و مجموعه‌های عمیق و غنی از مواد تحقیقاتی در موضوعات مختلف در رشته‌های مختلف می‌شود.
گروه کتابخانه‌های مجلس سنا در سال ۲۰۱۳ منحل شد. در سال ۲۰۱۴ کتابخانه مجلس سنا به مدرسه مطالعات پیشرفته پیوست. اکنون چهار کتابخانه مستقل در دانشکده مطالعات پیشرفته وجود دارد: کتابخانه مجلس سنا و کتابخانه‌های مؤسسه مطالعات حقوقی پیشرفته، مؤسسه مطالعات کلاسیک، مؤسسه تحقیقات تاریخی و مؤسسه واربورگ.